# Adelheid van Oostenrijk (1822–1855)

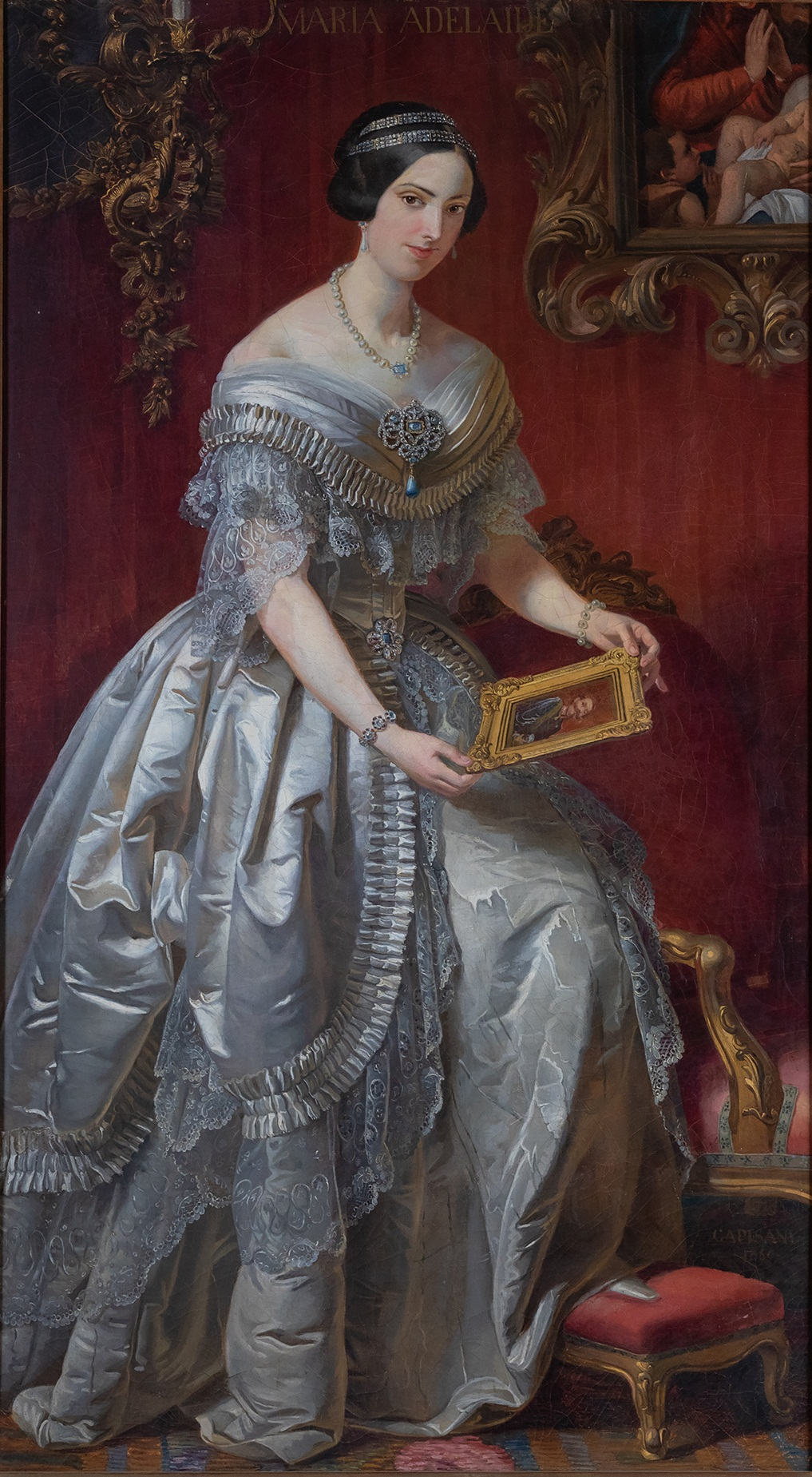
Adelheid van Oostenrijk

Adelheid Francisca Maria Raineria Elisabeth Clothilde (Milaan, 3 juni 1822 — Turijn, 20 januari 1855) was aartshertogin van Oostenrijk en door haar huwelijk in 1842 vanaf 1849 koningin van Sardinië. Zij was het tweede kind en de tweede dochter van aartshertog Reinier en prinses Elisabeth van Savoye-Carignano.
Adelheid huwde op 12 april 1842 te Stupinigi met koning Victor Emanuel van Sardinië, later koning van Italië. Het paar kreeg de volgende kinderen:
- Maria Clothilde (1843 – 1911)
- Umberto (1844 – 1900), koning van Italië
- Amadeus Ferdinand (1845 – 1890), koning van Spanje
- Otto Eugenius (Turijn, 11 juli 1846 – Genua, 22 januari 1866), hertog van Monferrato
- Maria Pia (1847 – 1911); trouwde met Lodewijk I van Portugal
- Karel Albert (Moncalieri, 2 juni 1851 – Stupinigi, 28 juni 1854), hertog van Chablais
- Victor Emanuel (7 juli 1852), overleed dezelfde dag
- Victor Emanuel (Turijn, 8 januari 1855 – aldaar, 17 mei 1855), hertog van Chablais